# Arthroclianthus
Arthroclianthus es un género de plantas con flores con 21 especies perteneciente a la familia Fabaceae. Es originario de Nueva Caledonia.

## Especies seleccionadas
- Arthroclianthus andersonii
- Arthroclianthus angustifolius
- Arthroclianthus balansae
- Arthroclianthus caudatus
- Arthroclianthus comptonii
- Arthroclianthus coriaceus
- Arthroclianthus cuneatus